# Patrick McDonald
Patrick Joseph "Babe" McDonald (29. července 1878 Killard, Irsko — 15. května 1954 New York) byl americký atlet, olympijský vítěz ve vrhu koulí a hodu břemenem.
Narodil se jako Patrick McDonnell. Příjmení jeho rodiny změnili v zápise omylem američtí imigrační úředníci a už nebylo opraveno. Specializoval se na vrhačské disciplíny. Nejdříve se věnoval hodu kladivem, později především vrhu koulí. V roce 1912 nejdříve zvítězil na mistrovství USA a poté i na olympiádě ve Stockholmu. Na stejné olympiádě startoval i v soutěži ve vrhu koulí obouruč (sčítaly se výkony dosažené levou a pravou rukou). Zde zvítězil Ralph Rose před Mc Donaldem.
Mistrem USA ve vrhu koulí a hodu břemenem se stal v letech 1914, 1919 a 1920. V obou těchto disciplínách startoval na olympiádě v roce 1920 v Antverpách. Zvítězil zde v hodu břemenem a ve vrhu koulí skončil čtvrtý. Olympijským vítězem se stal ve 42 letech a je dosud atletem, který byl ve chvíli svého olympijského vítězství nejstarší. Po této olympiádě zvítězil na mistrovství USA ve vrhu koulí ještě v roce 1922, v hodu břemenem v letech 1921, 1926–1929 a 1933 (tedy v 55 letech).
Od roku 1905 do roku 1946 sloužil u newyorské policie, mj. řídil dopravu na Times Square.